# Tinh vân Con Cua phương Nam
Tinh vân Con Cua phương Nam (hay WRAY-16-47 hoặc Hen 2-104) là một tinh vân lưỡng cực trong chòm sao Centaurus. Tinh vân này cách Trái Đất vài nghìn năm ánh sáng, và ngôi sao trung tâm của nó là một biến thể cộng sinh Mira - cặp sao lùn trắng. Nó được đặt tên như vậy vì giống với Tinh vân Con Cua, nằm trên hướng Bắc.
Con cua phương Nam đã được ghi chú lần đầu trong một danh mục năm 1967, và được quan sát bằng một cảm biến CCD với kính viễn vọng 2,2 mét tại đài thiên văn La Sila vào năm 1989. Cuộc quan sát năm 1989 đã mở ra một kiến thức lớn về tinh vân, và nó được quan sát bằng nhiều bộ lọc khác nhau.
Tinh vân này đã được quan sát bằng kính thiên văn trên Trái đất, nhưng các hình ảnh được chụp bằng Kính viễn vọng Không gian Hubble vào năm 1999 đã cung cấp thêm các chi tiết cho ta thấy rằng ở trung tâm của tinh vân trên là một cặp sao, một sao khổng lồ đỏ và một sao lùn trắng. Nó đã được HST chụp lại một lần nữa vào năm 2019 với một công cụ mới hơn.
Năm 1999, nó được chụp bởi Wide Field và Planetary Camera 2 của Kính viễn vọng Không gian Hubble, được ghi nhận nhờ kiểu cắt "bậc thang" độc đáo và cho các ảnh thiên văn như Các cột Hình thành (Pillars of Creation).
Tất cả các hình ảnh của WFPC2 đều được chụp ở bước sóng ánh sáng quang học 658 nm.
Tinh vân này đã được Kính viễn vọng Không gian Hubble ghi lại một lần nữa vào năm 2019 và đã có một bộ ảnh để kỷ niệm ngày phóng kính thiên văn không gian vào năm 1990 (29 năm) bởi tàu con thoi. Lần này, một máy ảnh mới hơn là WFC3 được sử dụng để chụp ảnh tinh vân, ở các bước sóng bộ lọc khoảng 502, 656, 658 và 673 nanomet.
Ký hiệu He2-104 (hay Hen 2-104) xuất phát từ danh mục Henize năm 1967, Các quan sát của Tinh vân Hành tinh Phương Nam. Danh mục trên bao gồm 459 mục được xác định là tinh vân hành tinh (hoặc có thể là như vậy). (lưu ý rằng theo nghĩa này, nó không chỉ ra đây là ngoại hành tinh)
Một ký hiệu khác mà được ghi lại cho đối tượng tinh vân này là WRAY-16-47.
Năm 2008, kết quả của một cuộc điều tra về Con cua phương Nam với ngôi sao cộng sinh (theo thuật ngữ thiên văn) của nó đã được công bố. Nghiên cứu này đã sử dụng những dữ liệu hình ảnh và quang phổ từ các kính thiên văn không gian và bề mặt Trái đất bao gồm các đài quan sát Hubble và VLT.  ESO định nghĩa hệ sao cộng sinh là "hệ sao đôi trong đó một ngôi sao nóng nhỏ (sao lùn trắng hoặc sao dãy chính) quay quanh một ngôi sao khổng lồ đỏ. Các hệ thống này thường được bao quanh bởi một lớp khí hoặc bụi; những loại có khí được gọi là loại S và những loại có bụi thì được gọi là loại D."

## Thư viện ảnh

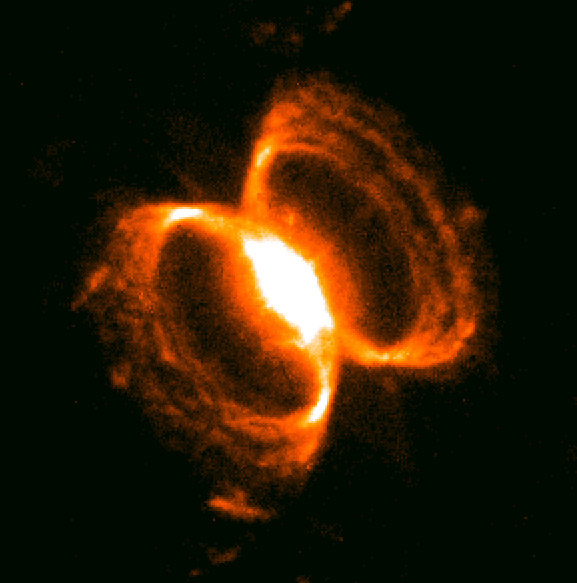
Cận cảnh trung tâm của Tinh vân
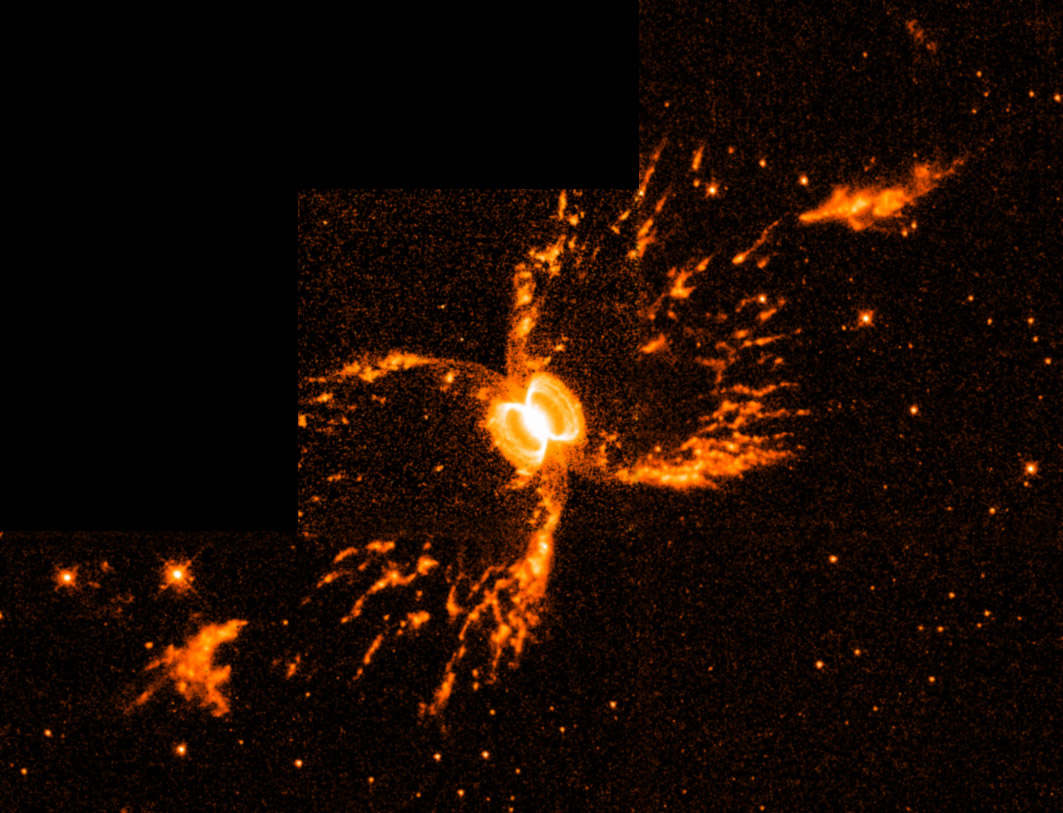
Tinh vân Con cua phương Nam ở dạng hoàn chỉnh
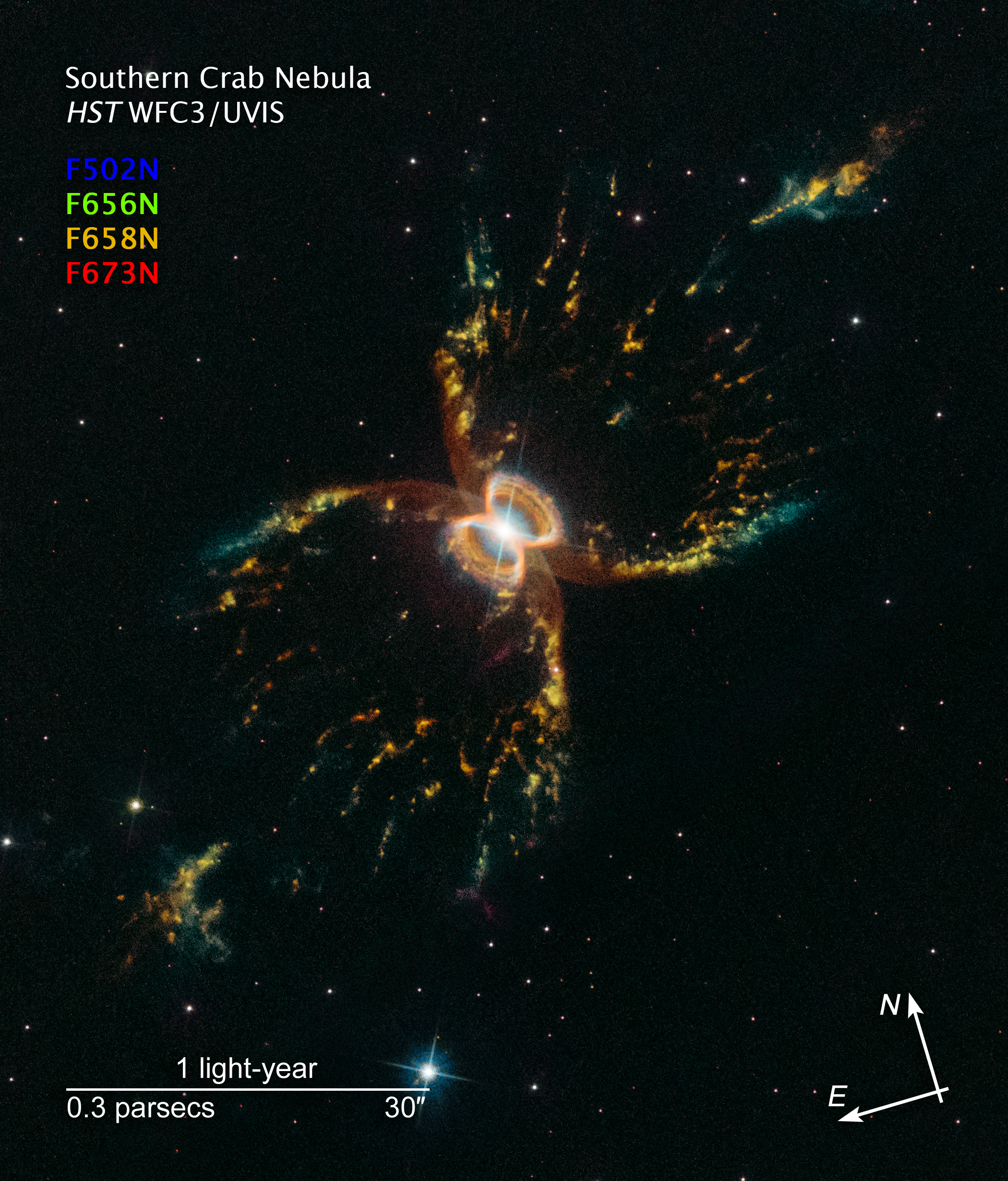
Tinh vân Con cua phương Nam (18 tháng 4 năm 2019; tô đậm)
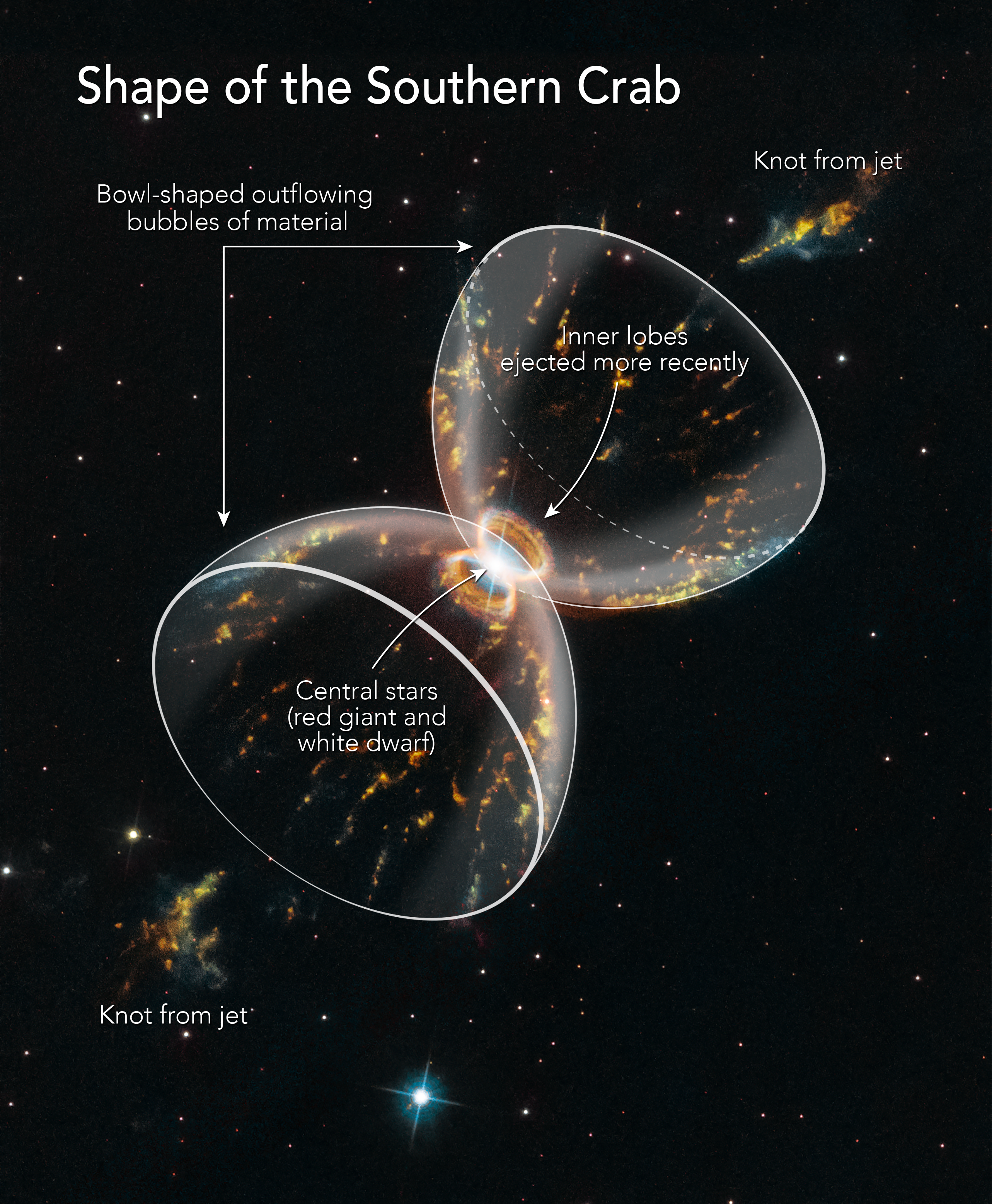
Tinh vân Con cua phương Nam (18 tháng 4 năm 2019; hình dáng)